# Archamoebae
Az Archamoebae az Amoebozoa korábban a mitokondriumok megjelenése előtt kialakultnak tartott csoportja. Fajai állatok endoparazitái vagy velük kommenzalizmusban élnek, például az Entamoeba és Endolimax nemzetségben. Néhány faj humán patogén, például amőbás vérhast okoz, a többi faj édesvízben él, és ostorral rendelkezik. Legtöbb faja 1 sejtmagot és ostort tartalmaz, de a Pelomyxa mindkettőből sokat tartalmaz.

## Történet
Thomas Cavalier-Smith hozta létre a csoportot 1998-ban az Archezoa részeként, melyet a mitokondrium és más, a legtöbb eukariótára jellemző sejtszervecskék kialakulása előtt kialakult eukarióták csoportjaként használt. A korai rRNS-alapú molekuláris fák ezt alátámasztották, és néhány Archamoebae-nemzetséget a többi eukariótától korán elváltnak mutattak, így feltételezték, hogy mitokondriumhiánya elsődleges. Kevéssel később genetikai mitokondriummaradványokat találtak egyes fajokban, így a mitokondriumok kialakulása után fejlődött ki, és idővel azt elvesztette, és egyes amőbák és nyálkagombák közelebbi rokona.

## Morfológia
Sokszínű amőbacsoport. Legtöbb faja ostorokat használ mozgáshoz, melyek axonémája a hagyományos ostorokéhoz hasonló, de nincs külső dineinkarja, és alapi teste mások nem. Oxigénmentes környezetben él, de egyes fajok tolerálnak kevés oxigént. Legtöbb faja nem rendelkezik mitokondriummal, vagy redukált mitoszóma van benne. Nincs Golgi-készüléke, de az azokban találhatókhoz hasonló vezikulumai szétszórtan az egész sejtben találhatók. Az Entamoebidae nem rendelkezik ostorral és kinetoszómával, a Tricholimax egy nem mozgó ostorral rendelkezik, minden magját önálló mikrotubulus-kúp öleli körül, és rendelkezik laterális mikrotubulus-gyökérből eredő rhizostylussal. A Pelobiontida lassú mono- vagy nem mozgó polikinetidával rendelkezik.

## Élőhely
Talajban, édesvízben és tengerben él.

## Életciklus
A Mastigamoeba balamuthi életciklusa többmagvú amőboid, egymagvú ostoros és cisztaállapottal rendelkezik, a trofozoita ostor nélküli, az ostoros állapot nem szaporodik. Ostoros állapota gyakran rendelkezik üvegszerű állábbal. A Mastigamoebidához hasonlóan ostoros állapottal rendelkezik a Rhizomastix és a Pelobiontida. Az emésztőrendszer Archamoebae-fajai stabil környezetben élnek, csak cisztaként távoznak, így nem igénylik az ostoros állapotot. A parazitizmus kialakulásához fontos volt a kitintartalmú ciszták képzésére való képesség. Ezek Schiff-pozitívak, a kalkofluorfehér festi, ami alapján a ciszta kitint és más poliszacharidokat tartalmaz.
Az Entamoeba nem rendelkezik ostoros állapottal, cisztája egyedi lektincsoportokkal, például ciszteingazdag kitinkötő doméneket tartalmazó kitinázzal, Jacob- és Jessie-lektinnel rendelkezik.

## Életmód
A Rhizomastix és az Entamoeba nemzetség rendelkeznek parazita fajokkal. A Rhizomastix bicoronata, az Entamoeba invadens, az Entamoeba histolytica és az Entamoeba dispar obligát, az Entamoeba moshkovskii fakultatív paraziták, míg például a Mastigamoeba szabadon élő.
Egyes fajai, például a Mastigamoeba balamuthi képesek baktericid 4-metilfenolt termelni feltehetően versenytársai növekedése csökkentésére saját közösségében (antibiózis). Az ehhez szükséges enzimek a Clostridialesből származnak.

## Genetika
Az Archamoebae ősei szabadon élő aerob amőbák voltak, kitintartalmú cisztát képezhettek, volt proteázuk, de idővel egyszerűsödtek, és elvesztették mitokondriumukat.
Az Entamoeba genomja 4500 tRNS-gént tartalmaz feltehetően telomerként működő, a hagyományos telomerek helyén lévő lineáris csoportokban, szemben a Mastigamoeba balamuthival, ahol 219, a genomban szétszórt tRNS-gén van.
Vas-kén csoportot összeállító rendszer helyett az Epsilonproteobacteria kládból származó, nem rokon nitrogénkötő rendszere van, és a Mastigamoeba balamuthi hidrogenoszómái és az Entamoeba histolytica mitoszómái is rendelkeznek szulfátaktivációs úttal.
Dictyosteliidával alkotott csoportja közös őse 6019 ortocsoportot tartalmazott. Ezután két lépésben egyszerűsödött genomja: az elsőben – a Dictyostelida és az Archamoebae különválásakor – a mitokondrium és az oxidoreduktáz-aktivitások mellett 1532 ortocsoportot elvesztett, 55 új megjelent, ezután adaptáció szerint eltérő változások történtek: a továbbra is a környezeti erőforrásokat használó fajok 483 ortocsoportot vesztettek fel, és 426 – például új szénhidrátanyagcsere-folyamathoz kapcsolódó csoportok – jelent meg, míg az endobiózishoz adaptáltakban 2124 ortocsoport eltűnt az ostor mellett. A mitokondriumból kifejlődött sejtszervecske a M. balamuthi hidrogenoszómájához hasonlított eredetileg, mely nem rendelkezik genommal vagy a legtöbb mitokondriális anyagcsere-jellemzővel, beleértve a piruvát-dehidrogenázt, a citromsavciklust, az ATP-szintázt és az elektrontranszportlánc fehérjéit a szukcinát-dehidrogenáz kivételével, és az aerob anyagcsere helyett szubsztrátszintű foszforiláción alapuló egyszerű anyagcsere jelent meg.
Az Entamoeba histolytica külső mitokondriális transzlokázából csak a TOM40 van jelen a TOM60 és a β-redő-inzertációs SAM50 mellett, míg a Mastigamoeba balamuthi-hidrogenoszóma csak a TOM40-et és a SAM50-et tartalmazza. Nem ismert Archamoebae-TIM-komponens, ezek túl sokszínűek lehetnek az Archamoebaeben a felismeréshez, azonban ismert a mitokondriális mátrixba vitelhez szükséges standard proteáz (mitokondriális feldolgozó peptidáz).
FlxL-szerű hisztidin-kinázai PAS doménnel rendelkeznek, bakteriális eredetűek, legközelebbi bakteriális rokonaik hemmel oxigént érzékelő szabályzók, melyek oxigén jelenlétében gátolják az oxigénérzékeny utak expresszióját, és e funkció előnyös lehet a Mastigamoeba számára, mivel védi az oxigénstresszel szemben.

## Filogenetika
Az alábbi kladogram összefoglalja az Archamoebae-kládok kapcsolatát.
| Mastigamoebina | \| \| Mastigamoebidae \| \| \| \| \| \| Rhizomastixidae \| \| \| \| |
|                | \| \| Mastigamoebidae \| \| \| \| \| \| Rhizomastixidae \| \| \| \| |
| Pelomyxina     | Pelomyxidae                                                         |
|                | Pelomyxidae                                                         |
|                | Mastigamoebidae                                                     |
|                |                                                                     |
|                | Rhizomastixidae                                                     |
|                |                                                                     |

|  | Mastigamoebidae |
|  |                 |
|  | Rhizomastixidae |
|  |                 |

| Mastigamoebina | \| \| Mastigamoebidae \| \| \| \| \| \| Rhizomastixidae \| \| \| \| |
|                | \| \| Mastigamoebidae \| \| \| \| \| \| Rhizomastixidae \| \| \| \| |
| Pelomyxina     | Pelomyxidae                                                         |
|                | Pelomyxidae                                                         |
|                | Mastigamoebidae                                                     |
|                |                                                                     |
|                | Rhizomastixidae                                                     |
|                |                                                                     |

|  | Mastigamoebidae |
|  |                 |
|  | Rhizomastixidae |
|  |                 |

## Taxonómia
Archamoebae Cavalier-Smith 1993 stat. nov. 1998
- Archamoebea Cavalier-Smith 1983 stat. nov. 2004
  - Entamoebida Cavalier-Smith 1993
    - Entamoebidae Chatton 1925 em. Cavalier-Smith 1993
      - †Entamoebites Poinar et Boucot 2006
      - Entamoeba Casagrandi et Barbagallo 1895

  - Pelobiontida Page 1976 em. Cavalier Smith 1987
    - Pelomyxina Starobogatov 1980
      - Pelomyxidae Shulze 1877 em. Cavalier-Smith 2016
        - Pelomyxa Greeff 1874
        - Mastigella Frenzel 1892

    - Mastigamoebina (Frenzel 1897) Pánek et al. 2016
      - Rhizomastigidae Cavalier-Smith 2013
        - Rhizomastix Aléxéieff 1911

      - Mastigamoebidae Goldschmidt 1907
        - ?Craigia Calkins 1913
        - ?Dobellina Bishop et Tate 1940
        - ?Pansporella Chatton 1925
        - ?Martineziella Hegner et Hewitt 1941 non Chalumeau 1986
        - ?Dinamoeba Leidy 1874 non Pascher 1916
        - Endolimax Kuenen et Swellengrebel 1917
        - Iodamoeba Dobell 1919
        - Mastigamoeba Schulze 1875
- Archamoebae incertae sedis
  - Endamoeba Leidy 1879
  - Mastigina Frenzel 1897
- Tricholimacidae Cavalier-Smith 2013
  - Tricholimax Frenzel 1892

## Jelentőség
Egyes Entamoeba-fajok állatok parazitái. Emberben gyakori az Entamoeba dispar- és az Entamoeba histolytica-fertőzés. Ugyan az Entamoeba coli gyakori, gyakran ártalmatlan.

## Fordítás
Ez a szócikk részben vagy egészben  az   Archamoebae című angol Wikipédia-szócikk ezen változatának fordításán alapul.  Az eredeti cikk szerkesztőit annak laptörténete sorolja fel. Ez a jelzés csupán a megfogalmazás eredetét és a szerzői jogokat jelzi, nem szolgál a cikkben szereplő információk forrásmegjelöléseként.